# (152679) 1998 KU2
1998 كي يو 2 (ويعرف أيضًا باسم (152679) 1998 كي يو 2 وفق تسمية الكوكب الصغير) (بالإنجليزية: 1998 KU2)‏ هو كويكب ضمن حزام الكويكبات؛ وترتيبه 152679 من حيث الاكتشاف.
اكتُشف هذا الجُرم الفلكي بواسطة بحث لنكولن عن الكويكبات القريبة من الأرض في 22 مايو 1998.

## وصلات خارجية
- (152679) 1998 KU2 في قاعدة بيانات مختبر الدفع النفاث لأجرام النظام الشمسي الصغيرة

- الاكتشاف · مخطط المدار ·  العناصر المدارية · المعلمات المادية

- (152679) 1998 KU2 على موقع ويكي سكاي: DSS2, SDSS, GALEX, IRAS, Hydrogen α, X-Ray, Astrophoto, Sky Map, Articles and images